# Cimitero vivente
Cimitero vivente (Pet Sematary) è un film del 1989 diretto da Mary Lambert, e tratto dall'omonimo romanzo Pet Sematary, di Stephen King. Nella colonna sonora sono presenti due tracce dei Ramones, tra cui l'omonima Pet Sematary scritta appositamente per il film, e Sheena Is a Punk Rocker.
Per l'home video il film è stato distribuito col titolo Pet Sematary - Cimitero vivente.
Durante il film c'è un cameo dello stesso Stephen King nei panni di un sacerdote che celebra un funerale.

## Trama
Louis Creed è un medico incaricato di prestare servizio in una scuola di Ludlow, un piccolo e tranquillo centro del Maine. Accettando il lavoro, si trasferisce insieme alla sua famiglia (la moglie Rachel e i due figli, i piccoli Ellie e Gage) nella cittadina, dove acquista una villetta in campagna. Appena arrivato, Louis stringe amicizia con il suo nuovo vicino, Jud Crandall, che lo mette in guardia sulla pericolosità della strada adiacente alla casa, trafficata da camion ed autocisterne che viaggiano ad alta velocità.
Nel primo giorno di servizio, Louis soccorre un giovane agonizzante, Victor Pascow, investito da un'auto. Il ragazzo muore sotto i suoi occhi, ma quella stessa notte appare a Louis e lo invita a seguirlo fino al cimitero degli animali, costruito nella foresta che circonda le loro case. Louis, terrorizzato ma conscio di stare sognando, gli obbedisce: una volta arrivati, Pascow indica un'enorme catasta di legno, che separa il cimitero da un sentiero che conduce nel folto della foresta, e spiega che quella barriera non deve assolutamente essere oltrepassata, poiché oltre quel sentiero si trova il luogo dove "i morti camminano” e tale luogo è sacro. Al suo risveglio Louis scopre di avere i piedi sporchi di terra e pieni di aghi di pino.
Un giorno Church, il gatto della famiglia Creed, viene travolto da un camion di passaggio; Ellie non è a casa e il padre preferisce tenerle nascosto l'accaduto per evitarle un trauma. Jud gli suggerisce di andare a seppellire il gatto in un terreno lontano, in origine un antico cimitero indiano, fondato dalla tribù dei Mi'kmaq (Micmac). Per farlo dovranno oltrepassare proprio la catasta di legno menzionata da Pascow.
Il giorno dopo, Louis è nel garage quando improvvisamente si ritrova davanti Church. Sebbene sporco di terra e con ancora i segni delle ferite, Louis cerca di convincersi che si tratti di un altro gatto, e va da Jud per chiedere spiegazioni. Questi gli rivela che il cimitero dove sono stati la sera precedente ha la capacità di riportare in vita qualsiasi creatura vi venga sepolta. Da bambino lui stesso vi aveva seppellito il suo cane, Spot, ma dovette poi abbatterlo immediatamente poiché era tornato inspiegabilmente incattivito. Quando Louis chiede a Jud se qualcuno abbia mai seppellito una persona nel cimitero, questi trasale e risponde prontamente di no.
Effettivamente Church non è più il gatto di prima: ora si diletta a cacciare, e sembra quasi che lo faccia per cattiveria più che per istinto. Al ritorno del resto della famiglia, anche Ellie si accorge che c'è qualcosa di diverso in lui. Rachel si confida col marito: da bambina era stata lasciata sola in casa dai genitori con la sorella maggiore Zelda, gravemente malata di meningite ed ormai impazzita. Dopo un lungo ed atroce calvario, Zelda morì sotto gli occhi di Rachel che da quel momento ha sviluppato una fobia della morte, oltre al terrore irrazionale che lo spirito della sorella possa tornare dall'aldilà per vendetta.
Nei giorni successivi, mentre la famiglia è riunita all'aperto insieme al vicino Jud, il piccolo Gage, nell'inseguire l'aquilone, finisce in mezzo alla strada e viene travolto da un camion in transito. Al funerale, Louis ha un violento scontro con il suocero Irwin Goldman; i due si sono sempre odiati ed Irwin rinfaccia al genero di aver lasciato morire il figlio per la sua incompetenza, per poi aggredirlo fisicamente.
La sera stessa del funerale, Louis riceve la visita di Jud e, controvoglia, lo fa entrare in casa. Jud sa che Louis sta pensando di portare il corpo del figlio nel cimitero indiano e, nel tentativo di dissuaderlo, gli rivela che una persona era già stata sepolta in quel luogo: Timmy Batermann, un ragazzo morto alla fine della seconda guerra mondiale, venne sepolto lì dal padre, tornando però in vita come un diabolico morto vivente. Lui e il padre vennero poi bruciati in un incendio appiccato dagli stessi abitanti del villaggio. "A volte è meglio piangerli morti", conclude Jud.
Rachel parte per qualche giorno con la figlia per andare dai suoi genitori, mentre Louis decide di restare a Ludlow. Disperato per il lutto del figlio, Louis decide di portare il cadavere di Gage nel cimitero indiano. Durante l'operazione però rivede nuovamente il fantasma di Victor Pascow che tenta invano di dissuaderlo.
Gage, infatti, torna nel mondo dei vivi col solo desiderio di uccidere: ruba il bisturi dalla valigetta di suo padre, uccide Jud tagliandogli il tendine del piede e azzannandolo al collo e subito dopo assassina sua madre Rachel, che nel frattempo era tornata a casa dopo essere stata avvisata da Victor. Louis, capito di aver commesso un grave errore, decide di uccidere Gage con un'iniezione letale e, dopo una breve lotta, riesce nel suo intento. Ormai fuori di senno a causa della serie di eventi accaduti, Louis brucia la casa con dentro i corpi di Jud e Gage; poi porta la moglie nel cimitero indiano, convinto che, essendo morta solo da pochi minuti, non possa tornare come entità maligna.
Il fantasma di Pascow tenta per l'ultima volta di dissuadere Louis per poi sparire per sempre mentre questi continua incurante nell'impresa. La notte stessa la rediviva Rachel torna da Louis che la bacia appassionatamente. Sopraffatto dalla felicità, l'uomo non si accorge che la moglie, mentre sta rispondendo al bacio, sta per ucciderlo con un grosso coltello da cucina.

## Produzione
In origine, il film doveva essere diretto già nel 1984 da George A. Romero, che però lasciò il posto a Mary Lambert, quando le riprese della pellicola vennero posticipate di 5 anni. Il film fu girato nel Maine, rispettando dunque l'ambientazione del romanzo da cui è tratto, con un budget pari a 11,5 milioni di dollari. Il set utilizzato per il cimitero è una miniera di granito abbandonata. Una volta completata la produzione del film, l'opera fu reputata troppo lunga e sottoposta a tagli.
Fu lo stesso Stephen King, ammiratore dei Ramones, a coinvolgere la celebre punk rock band nel progetto del film: nella sua casa di Bangor (Maine), lo scrittore regalò una copia del romanzo a Dee Dee Ramone, il quale tornò un'ora dopo già con il testo di Pet Sematary.

## Accoglienza

### Pubblico
Il film ha incassato 57,5 milioni di dollari al botteghino.

### Critica
Sull'aggregatore Rotten Tomatoes il film riceve il 51% delle recensioni professionali positive con un voto medio di 5,42 su 10 basato su 35 critiche, mentre su Metacritic ottiene un punteggio di 38 su 100 basato su 8 critiche.

## Sequel e reboot
Nel 1992 uscì Pet Sematary 2 - Cimitero vivente 2, sequel del film originale. Il nuovo adattamento cinematografico del libro è stato invece annunciato dalla Paramount Pictures ed è uscito nelle sale nordamericane il 19 aprile 2019, diretto da Kevin Kolsch e Dennis Widmyer, scritto da Jeff Buhler e David Kajganich e prodotto da Lorenzo Di Bonaventura e Mark Vahradian.